# 小日向
小日向（こひなた）は、東京都文京区の町名。現行行政地名は小日向一丁目から小日向四丁目。住居表示実施済区域。

## 地理
小日向台という台地があり、坂が多い。坂には「切支丹坂」・「薬罐（やかん）坂」など江戸期からの名称がついている。閑静な住宅街。石川啄木・安部公房・横溝正史などの旧居があった。
旧：茗荷谷町付近はその地形の美しさから、「茗渓」（めいけい）という美称でも呼ばれていた。現在でも「茗渓」という名の付いた建物や企業を目にすることができる。ただ、代表的なものである「茗渓会館」は、かつてこの地にあった東京教育大学（筑波大学の前身）の同窓組織である「茗渓会」の会館なのでこの名がある。東京教育大学の前身である東京高等師範学校は、設立当初は今の御茶の水、すなわち茗渓（茗はお茶、渓は川）にあったので、この名が付いた。東京高師が茗荷谷近くの地に移転したのは、ずっと後のことなので、ここでの茗渓という名は茗荷谷に由来するものではない。
地元では「こびなた」と「ひ」の濁音で発音されていることが多く、行政上の表記/発音「こひなた」については異論も多い。1965年前後の住居表示実施に伴う調査の際「濁音なし」を採用したが、他方、学校名や町会名など古くからの「濁音あり」で呼んだり表記したりしている。また、小日向のすべての丁目は小日向神社の氏神地域に該当する。

### 地価
住宅地の地価は、2025年（令和7年）1月1日の公示地価によれば、小日向2-28-20の地点で107万円/m2となっている。

## 歴史

### 日頭郷
山岡浚明以来、平安時代の『和名類聚抄』所載の武蔵国豊島郡日頭（ひのと）郷を小日向と関連付ける説がある。

### 小日向氏
中世、江戸氏庶流に小日向氏が存在した。
応永27年（1420年）5月9日「江戸名字書立」（熊野那智大社米良文書）に「こひなたとの（小日向殿）」とある。『小田原衆所領役帳』には小日向の地名および小日向弥三郎、小日向弾正の名が記載される。

### 江戸時代
江戸時代初期には農村で、代官野村彦太夫と町年寄三家樽屋藤左衛門、奈良屋市右衛門、喜多村彦右衛門支配、寛文12年（1672年）より代官支配となった。
明暦頃より市街化し、正徳3年（1713年）11ヶ町が町奉行支配に加わった。
- 小日向五軒町 - 元禄11年（1698年）西丸表六尺根本角兵衛等5人の大縄拝領地となった。
- 小日向三軒町 - 万治年間長兵衛等3人により成立。
- 小日向清水谷町 - 弓矢鎗奉行同心14人の拝領地となった。
- 小日向生智院前町
- 小日向水道町 - 明暦2年（1656年）成立。
- 小日向台町 - 小日向村鼠ヶ谷小松原に小日向新町として成立、元禄頃改称。
- 小日向東古川町 - 寛永元年成立。
- 小日向西古川町 - 寛文元年成立。
- 小日向八幡坂町
- 小日向松ヶ枝町 - 寛永3年成立。
- 小日向茗荷谷町

その後以下の門前町が成立した。
- 小日向第六天前町 - 承応以前に成立。
- 小日向清岸寺門前 - 寺名は清巌寺
- 小日向智願寺門前
- 小日向清光院門前
- 小日向竜興寺門前
- 小日向林泉寺門前
- 小日向金剛寺門前
- 小日向川添屋敷

### 明治時代
明治元年、以下の町丁に整理された。明治維新前には武家屋敷が多くあったが、維新後没落して空き家が増え、東京府は明治2年に触れを出して桑や茶を植えることを推奨した。
- 小日向台町 - 明治2年小日向五軒町、小日向八幡坂町、明治5年賄組屋敷を合併。明治14年一～三丁目に分割。
- 小日向三軒町 - 明治2年小日向正智院前町を合併するも再分離、明治4年小日向西三軒町と改称、明治5年小石川薬園屋敷、武家地を合併。
- 小日向水道町 - 明治2年小日向川添屋敷、小日向智願寺門前、小日向清光院門前、小日向竜興寺門前、明治5年下総関宿藩久世家屋敷、寺地を合併。
- 小日向水道端一、二丁目 - 明治5年持筒組屋敷、武家地、寺地が合併して成立。
- 小日向武島町 - 明治5年武家地に成立。
- 小日向町 - 明治5年武家地に成立。
- 小日向東古川町
- 小日向西古川町
- 小日向第六天町 - 小日向第六天前町、小石川称名寺門前、相模荻野山中藩大久保家下屋敷、先手組屋敷が合併して成立。
- 小日向松ヶ枝町 - 明治5年武家地を合併。
- 小日向茗荷谷町 - 明治2年小日向林泉寺門前、明治5年武家地、寺地を合併。

明治11年に小石川区を属する。明治44年、小日向町、小日向台町、小日向水道町以外は小日向の冠称を外された。

### 住居表示
昭和41年（1966年）の住居表示により、旧来の小日向地域は小日向、水道、春日、音羽、関口の各一部となった。小日向一～四丁目は、茗荷谷町、小日向台町一、二丁目、清水谷町、三軒町の全部と、小日向台町三丁目、水道端二丁目、第六天町、小日向水道町、桜木町、音羽町五丁目、同心町、竹早町の各一部に成立した。
この時、区は読みから濁点を外し「こひなた」としたため、後に住民と軋轢を生んだ。

### 地名の由来
『江戸砂子』によれば、当地は鶴高日向守善仁寺の所領で、家が絶えたあと、「古日向」といっていたのがいつしかこの名になったという。鶴高日向は名主飯塚三四郎家の遠祖といい、小日向水道端鶴高山善仁寺の開基とされる。また、『十方庵遊歴雑記』は、大塚大慈寺（現在廃寺）が昔日向国にあり、徳川家康に従い当地に移転し、火災後大塚に移転したと伝わることから、この意味の「古日向」の可能性もあるとする。いずれにせよ「ひゅうが」と「ひなた」で読みが一致しないので、『御府内備考』以下後の考証家からは否定されている。
『大日本地名辞書』は、神奈川県日向山、青梅市日向和田・日陰和田と同様に向陽の意とした。

## 世帯数と人口
2025年（令和7年）3月1日現在（文京区発表）の世帯数と人口は以下の通りである。
| 丁目         | 世帯数    | 人口    |
| ------------ | --------- | ------- |
| 小日向一丁目 | 1,184世帯 | 2,406人 |
| 小日向二丁目 | 1,247世帯 | 2,767人 |
| 小日向三丁目 | 718世帯   | 1,375人 |
| 小日向四丁目 | 1,016世帯 | 1,901人 |
| 計           | 4,165世帯 | 8,449人 |

### 人口の変遷
国勢調査による人口の推移。
| 年                 | 人口  |
| ------------------ | ----- |
| 1995年（平成7年）  | 7,089 |
| 2000年（平成12年） | 7,002 |
| 2005年（平成17年） | 7,241 |
| 2010年（平成22年） | 7,327 |
| 2015年（平成27年） | 7,886 |
| 2020年（令和2年）  | 8,847 |

### 世帯数の変遷
国勢調査による世帯数の推移。
| 年                 | 世帯数 |
| ------------------ | ------ |
| 1995年（平成7年）  | 3,002  |
| 2000年（平成12年） | 3,061  |
| 2005年（平成17年） | 3,297  |
| 2010年（平成22年） | 3,548  |
| 2015年（平成27年） | 3,828  |
| 2020年（令和2年）  | 4,295  |

## 学区
区立小・中学校に通う場合、学区は以下の通りとなる（2020年9月現在）。
| 丁目         | 番地                          | 小学校                   | 中学校             |
| ------------ | ----------------------------- | ------------------------ | ------------------ |
| 小日向一丁目 | 1〜3番 4番7〜8・11号 14～27番 | 文京区立小日向台町小学校 | 文京区立茗台中学校 |
| 小日向一丁目 | 4番15〜18号 5〜13番           | 文京区立小日向台町小学校 | 文京区立音羽中学校 |
| 小日向二丁目 | 全域                          | 文京区立小日向台町小学校 | 文京区立音羽中学校 |
| 小日向三丁目 | 18番7～9号                    | 文京区立関口台町小学校   | 文京区立音羽中学校 |
| 小日向三丁目 | 5〜17番 18番1〜6号            | 文京区立小日向台町小学校 | 文京区立音羽中学校 |
| 小日向三丁目 | 1〜4番                        | 文京区立小日向台町小学校 | 文京区立茗台中学校 |
| 小日向四丁目 | 1番                           | 文京区立金富小学校       | 文京区立茗台中学校 |
| 小日向四丁目 | 2番                           | 文京区立窪町小学校       | 文京区立茗台中学校 |
| 小日向四丁目 | 3〜9番                        | 文京区立窪町小学校       | 文京区立第一中学校 |

## 交通

### 鉄道
- 東京メトロ丸ノ内線 - 茗荷谷駅

## 事業所
2021年（令和3年）現在の経済センサス調査による事業所数と従業員数は以下の通りである。
| 丁目         | 事業所数  | 従業員数 |
| ------------ | --------- | -------- |
| 小日向一丁目 | 66事業所  | 260人    |
| 小日向二丁目 | 67事業所  | 367人    |
| 小日向三丁目 | 28事業所  | 703人    |
| 小日向四丁目 | 131事業所 | 2,844人  |
| 計           | 292事業所 | 4,174人  |

### 事業者数の変遷
経済センサスによる事業所数の推移。
| 年                 | 事業者数 |
| ------------------ | -------- |
| 2016年（平成28年） | 232      |
| 2021年（令和3年）  | 292      |

### 従業員数の変遷
経済センサスによる従業員数の推移。
| 年                 | 従業員数 |
| ------------------ | -------- |
| 2016年（平成28年） | 3,128    |
| 2021年（令和3年）  | 4,174    |

## 施設

切支丹屋敷跡

- 拓殖大学文京キャンパス
- 貞静学園短期大学
- 文京区立小日向台町小学校
- 伝明寺
- 林泉寺
- 妙足院
- 称名寺
- 小日向神社
- 生西寺
- 岐阜県学寮

## 著名な住民
| - 安部公房 - 石川啄木 - 石原八束 - 伊藤彦造 - 伊藤正己 - 岩崎清七 - 太田水穂 - 乙竹岩造 - 小野英二郎 - 小野俊一 - 小野塚喜平次 - 片桐貞央 - 岸本能武太 - 黒川通軌 - 小池正晁 - 小池正彪 - 小池正直 - 佐藤紅緑 - 佐藤恒丸 - 佐藤伝蔵 (地質学者) - サトウハチロー - 澤宣元 - 志田鉀太郎 - 柴田桂太 - 志水小一郎 | - 正田貞一郎 - 鈴木ヒロミツ - 千本福隆 - 田河水泡 - 田川大吉郎 - 田口謙吉 - 田中阿歌麿 - 田中貢太郎 - 近松秋江 - 塚原周造 - 津軽承昭 - 富田常雄 - 十七世中村勘三郎 - 仁井田益太郎 - 新渡戸稲造 - 丹羽文雄 - 布川角左衛門 - 野口米次郎 - 延原謙 - 長谷川久一 - 長谷川芳之助 - 鳩山秀夫 - 浜口雄幸 - 平林初之輔 - 福田陸太郎 | - 星島二郎 - 細川興治 - 堀口九萬一 - 堀口大學 - 堀秀彦 - 松石安治 - 松浦鎮次郎 - 松平容保 - 松野一夫 - 松本亦太郎 - 真山青果 - 水谷準 - 武者小路実篤 - 村井知至 - 森俊成 - 森岡常蔵 - 森下雨村 - 八杉龍一 - 山内義雄 - 横溝正史 - 吉田健一 - 和田三造 - 和田垣謙三 - 渡邉暁雄 - 渡辺温 |

## その他

### 日本郵便
- 郵便番号 : 112-0006[3]（集配局 : 小石川郵便局[18]）。

## 参考資料
- 井沢宣子 2000 『東郷館の人びと―東京「小日向台」物語』 三一書房